# Pasci Gornji
Pasci Gornji (en cyrillique : Пасци Горњи) est un village de Bosnie-Herzégovine. Il est situé sur le territoire de la ville de Tuzla, dans le canton de Tuzla et dans la fédération de Bosnie-et-Herzégovine. Selon les premiers résultats du recensement bosnien de 2013, il compte 457 habitants.

## Démographie

### Évolution historique de la population dans la localité
| 1948 | 1953 | 1961  | 1971  | 1981 | 1991 | 2013 |
| ---- | ---- | ----- | ----- | ---- | ---- | ---- |
| -    | -    | 1 038 | 1 061 | 648  | 648  | 457  |

|  |

### Communauté locale
En 1991, la communauté locale de Pasci Gornji comptait 1 912 habitants, répartis de la manière suivante :